# Kalenderberg
Der Kalenderberg ist ein Berg am Ostrand des Wienerwaldes in Niederösterreich und hat eine Höhe von 332 m ü. A. Der Berg befindet sich auf den Gemeindegebieten der Stadt Mödling und der Marktgemeinde Maria Enzersdorf. Er liegt im Naturpark Föhrenberge.
In seiner Funktion als Ausflugsgebiet im Süden Wiens sind sowohl die Flora und Fauna als auch die zahlreichen Bauten und künstlichen Ruinen markant, die von Johann I. Joseph von Liechtenstein stammen und ehemals Teil des sich bis nach Sparbach erstreckten Liechtensteinischen Landschaftspark, Österreichs ersten englischen Landschaftspark, waren. Das markanteste Bauwerk ist die Burg Liechtenstein am nördlichen Rand. Südlich wird der Kalenderberg durch die Klausen mit dem Mödlingbach begrenzt, wobei der Hang steil abfallend ist.

## Bezeichnung
Die tatsächliche Namensherkunft ist nicht bekannt und kann nur vermutet werden. Umgangssprachlich hatte der Berg verschiedene Bezeichnungen. So wurde er in Mödling als Kirchenberg bezeichnet, da sich am südöstlichen Rand die Othmarkirche befindet. In Maria Enzersdorf wurde er früher auch als Schlossberg und wird bis heute einfach als Liechtenstein bezeichnet.
Auch als Kalkberg wurde er bezeichnet.
Als wahrscheinlichste Version wird vermutet, dass der Berg erst unter Fürst Liechtenstein aufgeforstet wurde und ursprünglich die Bezeichnung Kahlländerberg trug. Im Jahr 1839, nur wenige Jahre nach der Aufforstung, war die heutige Bezeichnung der gängige Name.
Eine der „Keltenfaszination“ (Zitat Birkhan) zuzuschreibende Erklärung des Namens aus der erfundenen keltischen Wortwurzel †kal-, die angeblich „Mutterschoß“ bedeuten soll, wird vom Mödlinger Heimatforscher Hans Steiner propagiert, von den Etymologen aber rundweg abgelehnt.

## Bauten
- Burg Liechtenstein
- Schloss Liechtenstein

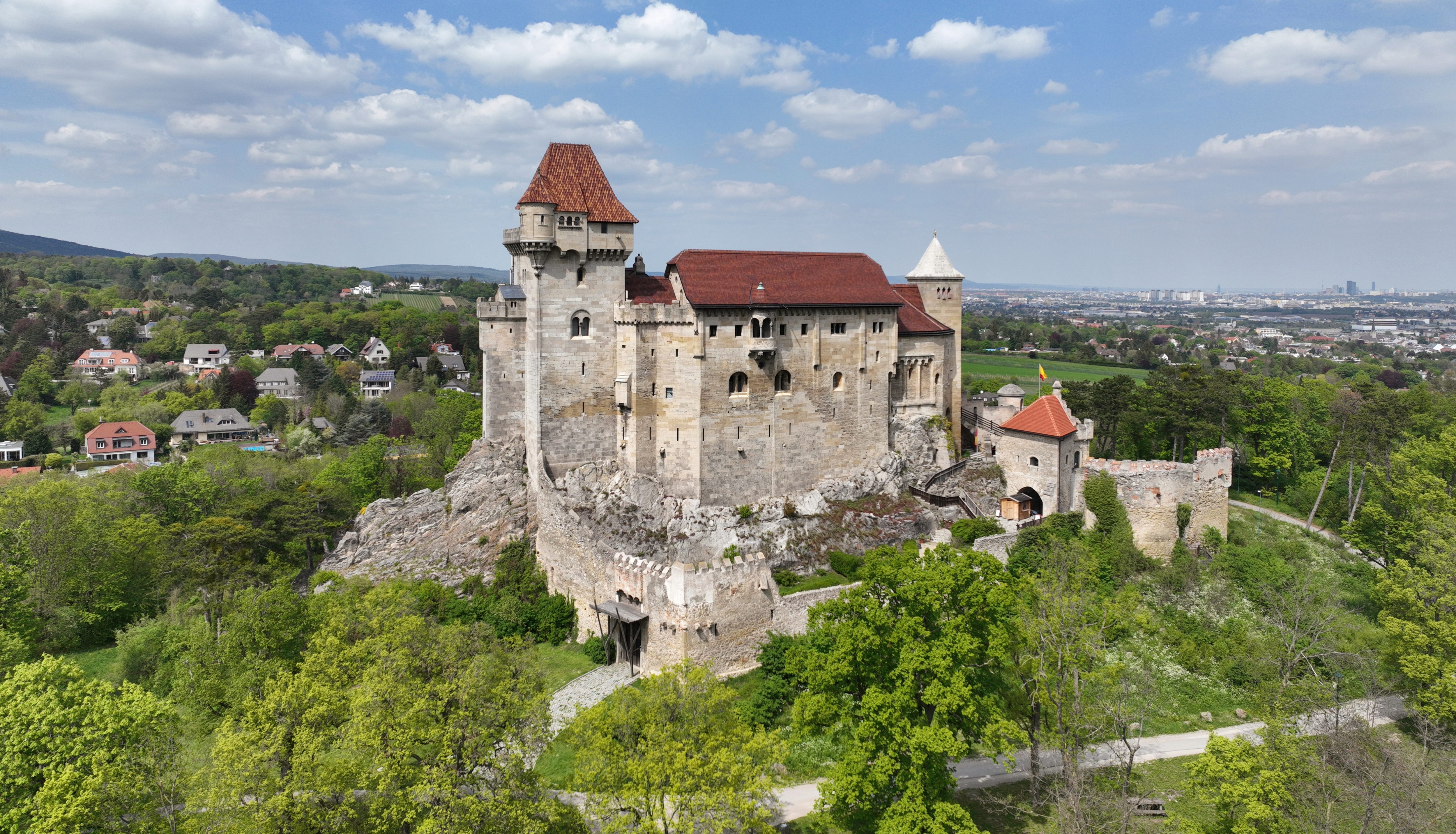
Burg Liechtenstein am Nordhang des Kalenderberges

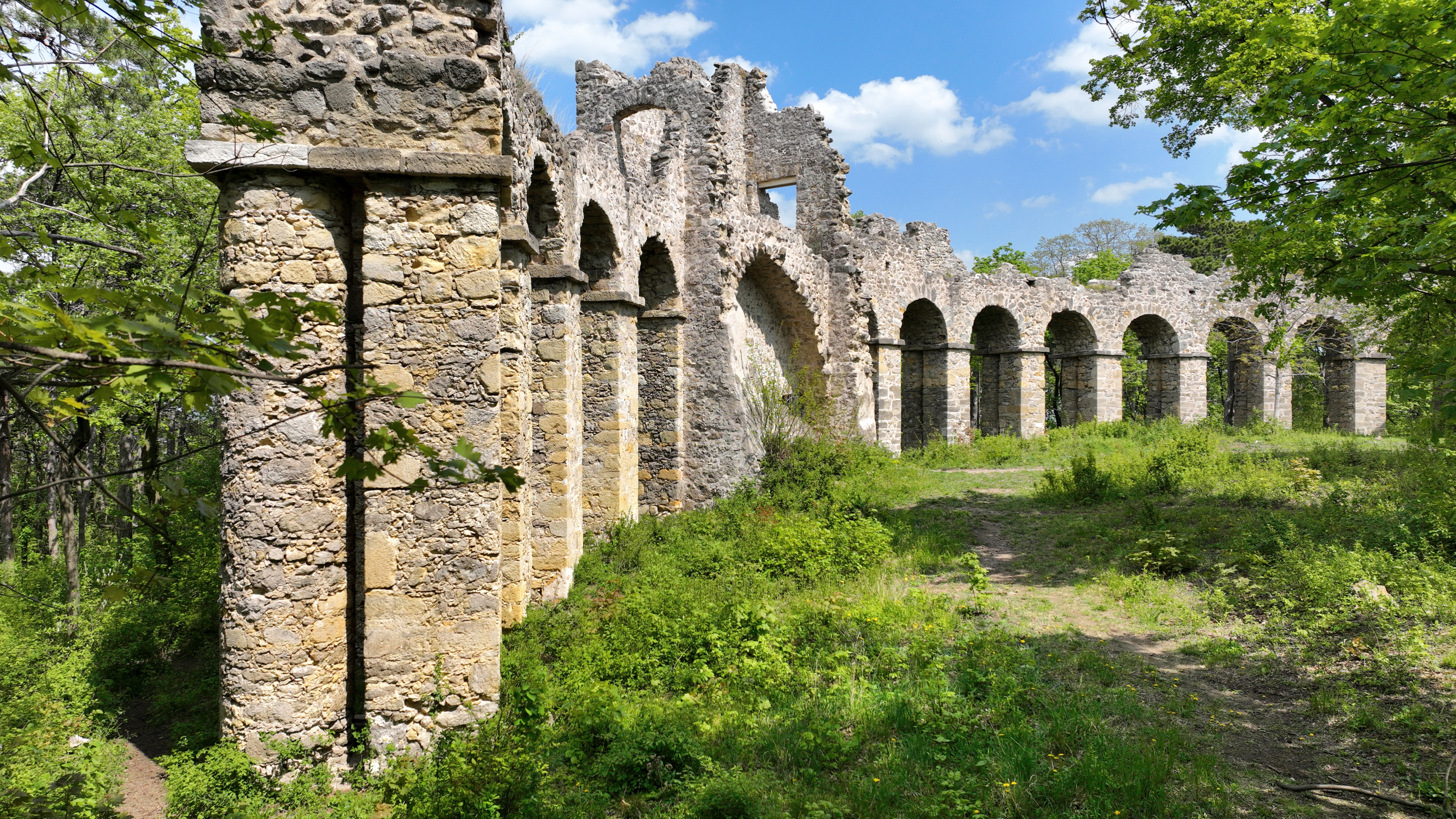
Amphitheater

- Schwarzer Turm: Auf den Fundamenten eines alten Wachhauses wurde im Jahr 1809 der dreigeschoßige Turm von Johann I. von Liechtenstein nach Plänen von Joseph Hardtmuth angelegt, der bis heute bewohnt ist.
- Augengläser: eine Wand mit zwei Spitzbogenfensteröffnungen, erbaut um 1807.
- Amphitheater: im Jahr 1810/11 als römische Ruine mit 16 Bögen mit massiven Pfeilern, kombiniert mit dorischen Säulen erbaut.
- Pfefferbüchsel: Die Johannes- oder Pilgerkapelle hatte eine Dachform wie eine Gewürzdose und wurde daher als Pfefferbüchsel bezeichnet. Sie wurde im Jahr 1848 zerstört und nicht wieder aufgebaut. Die Überreste wurden im Jahr 2018 saniert. Die feierliche Vorstellung der sanierten Anlage fand im Oktober 2018 statt.[4]

## Natur

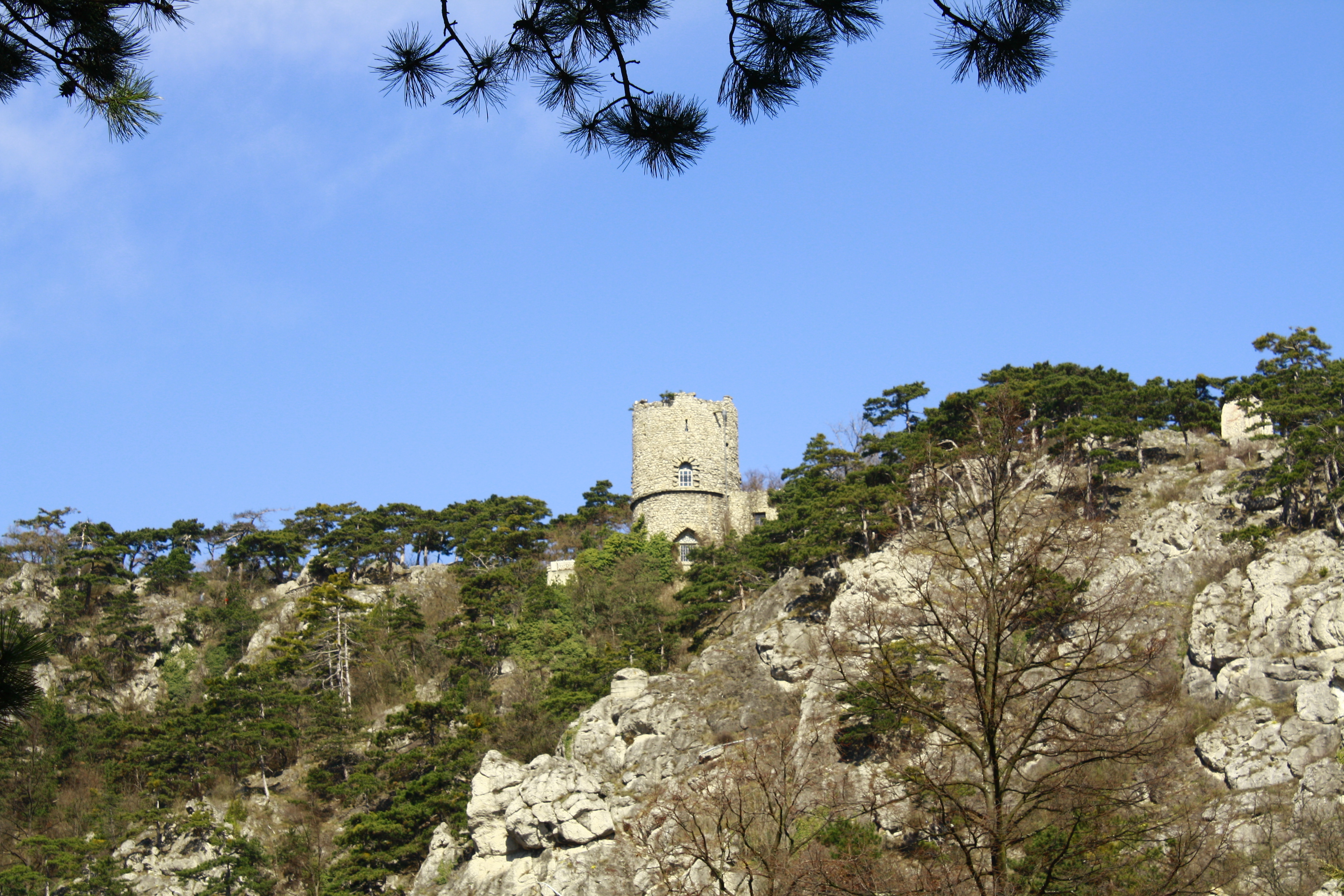
Schwarzer Turm am felsigen Abhang

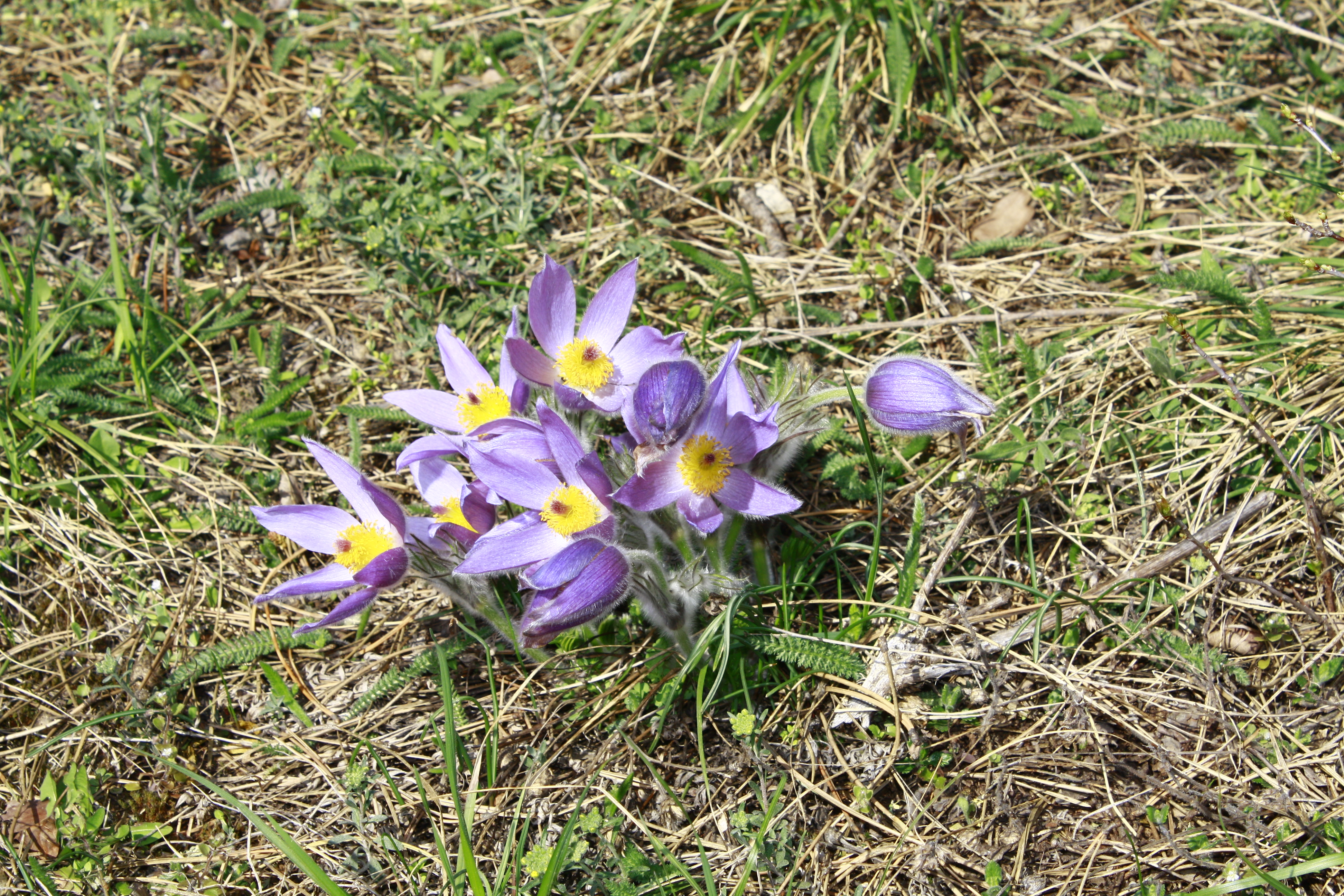
Große Kuhschellen

Der plateauartige Berg besteht vorwiegend aus Hauptdolomit der Ober-Trias mit trockenem und nährstoffarmen Kalkboden (Rendzina), der nur eine dünne Humusschicht trägt. Die hauptsächliche Baumart ist die Schwarzföhre, die dem Naturpark den Namen gibt. In Strauchform findet man Mehlbeeren und Felsenbirnen.
Gegen Norden wird der Boden des Berges fruchtbarer und man findet eher Mischwald mit entsprechendem Unterholz.

## Archäologische Bedeutung

### Grabungen
Die ersten Lesefunde wurden 1892 durch Franz Skribany (1865–1938) gemacht. Auch der Schriftsteller und Historiker Gustav Calliano (1853–1930) erwähnt 1894 Funde von Feuersteinen, Tonscherben und Spinnwirteln.
1901 wurde der Kalenderberg durch Mitglieder der Anthropologischen Gesellschaft anlässlich der Eröffnung des Mödlinger Museums untersucht.
Von 1902 stammen die ersten Berichte über Grabungstätigkeiten. Systematisch wurde ab 1908 durch F. Skribany gegraben, der seine Funde auch publizierte. Am Katzensteig wurde ab 1909 auch weitläufig unter der Leitung von Josef Szombathy (1853–1943) und später durch Georg Kyrle (1887–1937) gegraben.
Nach Ende dieser Grabungen wurden sie erst 1932 wieder aufgenommen. Skribany grub bis zu seinem Tod im Jahr 1938.
1970 bis 1972 fanden durch Herbert Melichar neuerliche Grabungen statt, bei denen Wallschnitte angefertigt wurden, die ergaben, dass es sich um Wälle handelt, die von Menschen erbaut wurden. Auch Siedlungsspuren vermutete Melichar auf der Turnerwiese.
Im Jahr 2002 wurde von Christian Stradal die jüngste Arbeit über den Kalenderberg mit dem Titel Die hallstattzeitliche Keramik vom Kalenderberg bei Mödling verfasst.

### Kalenderberg-Kultur
Nach den Fundplätzen wurden Fundstellen, die in diese Epoche eingeordnet werden, der Kalenderbergkultur zugeordnet werden. Für Oswald Menghin waren die Funde namensgebend für diese Kultur. Von ihm wurden die Keramikfunde wie das Mondidol vom Kalenderberg als überaus prachtvoll und mit besonders extravaganten Formen ausgestattet beschrieben.
Auch Louis Nebelsick beschäftigte sich mit diesen Ausgrabungen und versuchte eine Kalenderbergchronologie zu entwickeln. Diese Forschungen wurden jedoch nie veröffentlicht.